# Briarcliffe Acres
Briarcliffe Acres är en kommun (town) i Horry County i South Carolina. Vid 2010 års folkräkning hade Briarcliffe Acres 457 invånare.